# Camera dei rappresentanti prussiana
La Camera dei rappresentanti prussiana (in tedesco: Preußisches Abgeordnetenhaus) era, sino al 1918, la seconda camera del Landtag prussiano, mentre l'altra camera era la Camera dei signori prussiana. Era eletta secondo il sistema elettorale delle tre classi, e venne istituita dalla costituzione prussiana del dicembre 1848. Il nome venne introdotto nel 1855.

## Elezione
Dal 1849 l'elezione dei rappresentanti nel regno di Prussia venne effettuata secondo il sistema delle tre classi di censo. La procedura era indiretta. Nelle elezioni primarie, gli aventi diritto al voto andavano al ballottaggio e, in tre classi separate, sceglievano gli elettori, i quali a loro volta selezionavano i rappresentanti del proprio collegio elettorale. Diversi tentativi di riformare la procedura di voto, che favoriva notevolmente i conservatori, vennero respinti dalla Herrenhaus. La conformazione dei collegi, la divisione in classi degli elettori (alla prima classe apparteneva meno del 4% della popolazione ma esprimeva un terzo dei deputati) ed il doppio turno sfavoriva i socialdemocratici che, per esempio, nel 1908, con 600.000 voti ottennero solo 7 rappresentanti contro i 210 dei conservatori ottenuti con solo 420.000 voti. La legge elettorale, che al momento della sua introduzione era una delle più avanzate in Europa, sopravvisse senza modifiche sino al 1918. La Abgeordnetenhaus la abolì solo nel 1918, ma in seguito alla rivoluzione e la fondazione della repubblica, esso fu un atto ridondante.
Il diritto di voto venne ad ogni prussiano maschio di età superiore ai 24 anni, che fosse vissuto in un comune prussiano per almeno sei mesi e non fosse stato privato dei suoi diritti da un tribunale di diritto, né beneficiario di aiuti pubblici. Chiunque poteva candidarsi alle elezioni dei rappresentanti, se di età superiore a 30, prussiano da 3 anni e non privato dei diritti civili da un tribunale.

## Legislatura

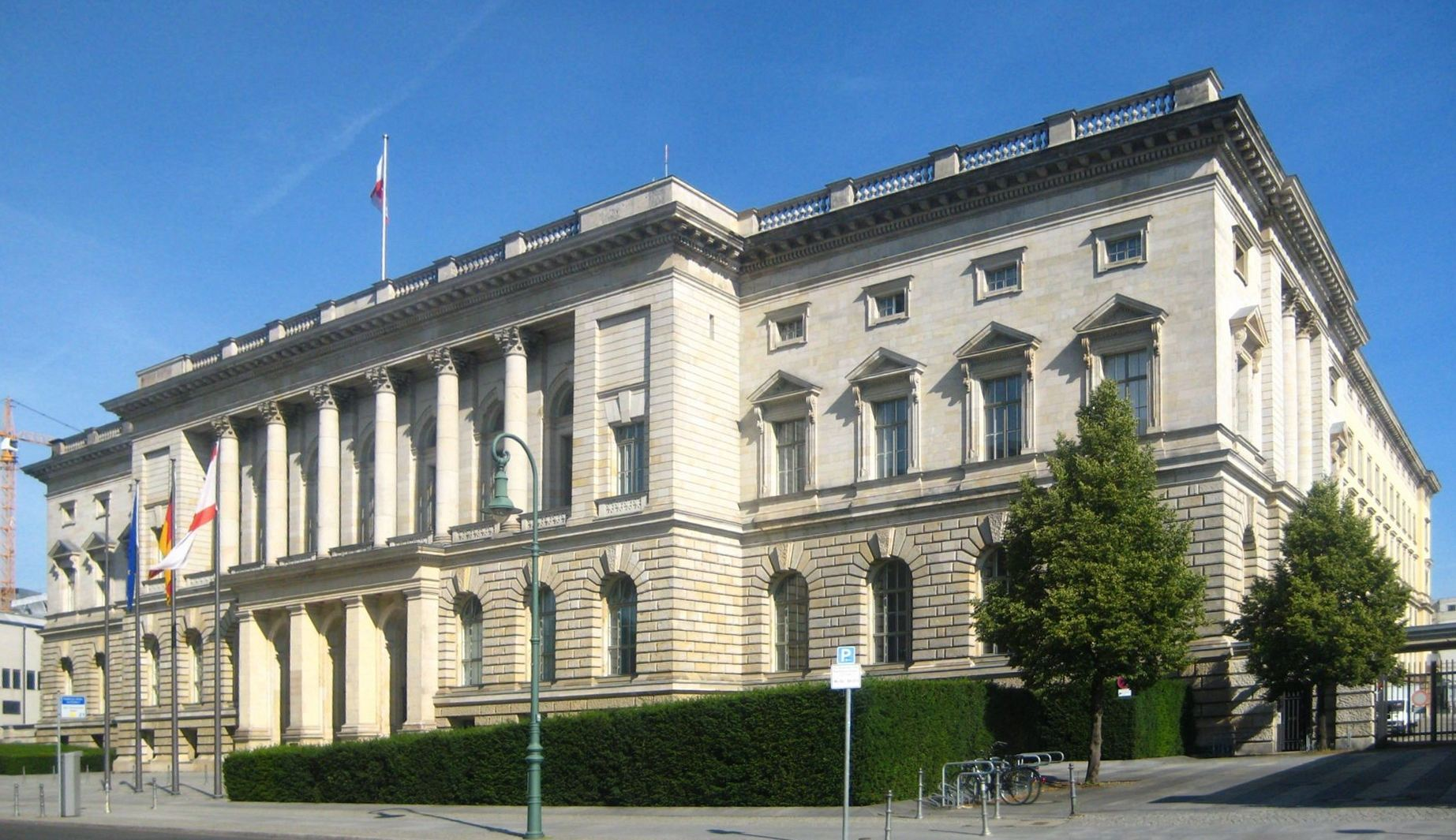
LAbgeordnetenhaus oggi: l'edificio è sede del Landtag di Berlino (Abgeordnetenhaus di Berlino)

La legislatura inizialmente durava tre anni, ma, come per il Reichstag, venne cambiata a cinque anni nel 1888. La Abgeordnetenhaus venne comunque sciolta prematuramente più volte dal re. Dal 1848 al 1918 ci furono 22 legislature.

## Composizione
Il numero di membri venne inizialmente fissato a 350, aumentato poi a 352 con l'annessione dello Hohenzollern-Sigmaringen e dello Hohenzollern-Hechingen nel 1849. Dopo le annessione seguite alla guerra austro-prussiana del 1866, i seggi divennero 432 dopo le elezioni del 1867. Nel 1876 venne aggiunto un ulteriore seggio per il ducato di Lauenburg. Nel 1906 vennero aggiunti dieci seggi, portando il numero totale a 443 per le elezioni del 1908.
I membri della Abgeordnetenhaus ricevevano un compenso in denaro, a differenza dei membri del Reichstag (fino al 1906). Pertanto, molti membri del Reichstag sedevano anche nella Abgeordnetenhaus. Nel 1903, 110 membri del Reichstag erano anche membri della Camera dei rappresentanti. Dopo il 1906, il numero di doppi titolari diminuì in modo significativo, con solo 45 nel 1913.
Dal 1862, ci fu una netta maggioranza liberale alla Abgeordnetenhaus. Tuttavia, durante la crisi costituzionale prussiana del 1859-1866, i liberali furono sconfitti dal cancelliere Otto von Bismarck . Dopo la guerra del 1866, i liberali nazionali si divisero dai liberali, e i secondi non riacquistarono mai la loro forza precedente.
La distribuzione dei seggi dal 1867, all'inizio del rispettivo periodo legislativo:
|                              | 1867 | 1870  | 1873 | 1876 | 1879  | 1882 | 1885 | 1888 | 1893 | 1898 | 1903 | 1908 | 1913 |
| ---------------------------- | ---- | ----- | ---- | ---- | ----- | ---- | ---- | ---- | ---- | ---- | ---- | ---- | ---- |
| Conservatori                 | 123  | 114   | 9    | 12   | 106   | 116  | 134  | 129  | 142  | 145  | 143  | 151  | 149  |
| Nuovi Conservatori           |      | (34)1 | 25   | 25   |       |      |      |      |      |      |      |      |      |
| Liberi Conservatori          | 54   | 50    | 35   | 34   | 57    | 58   | 62   | 64   | 63   | 58   | 61   | 59   | 53   |
| Centro                       |      | 52    | 88   | 88   | 97    | 98   | 100  | 99   | 95   | 100  | 96   | 104  | 103  |
| Liberali Nazionali           | 97   | 111   | 174  | 175  | 103   | 69   | 70   | 88   | 90   | 73   | 78   | 66   | 73   |
| Unione Liberale              |      |       |      |      | (17)2 | 20   | 433  | 293  |      |      |      |      |      |
| Partito Progressista Tedesco | 45   | 48    | 69   | 67   | 36    | 37   | 433  | 293  |      |      |      |      |      |
| Partito Radicale Popolare    |      |       |      |      |       |      |      |      | 14   | 24   | 24   | 28   | 414  |
| Unione Radicale              |      |       |      |      |       |      |      |      | 6    | 12   | 9    | 8    | 414  |
| Social Democratici           |      |       |      |      |       |      |      |      |      |      |      | 7    | 10   |
| Regionalisti polacchi        | 16   | 19    | 17   | 15   | 19    | 18   | 15   | 15   | 17   | 13   | 13   | 15   | 12   |
| Regionalisti danesi          | 2    | 2     | 2    | 2    | 2     | 2    | 2    | 2    | 2    | 2    | 2    | 2    | 2    |
| Centro-destra                | 24   |       |      |      |       |      |      |      |      |      |      |      |      |
| Centro-sinistra              | 32   |       |      |      |       |      |      |      |      |      |      |      |      |
| Indipendenti                 | 39   | 36    | 13   | 15   | 13    | 15   | 7    | 7    | 4    | 6    | 7    | 3    |      |
| Totale                       | 432  | 432   | 432  | 433  | 433   | 433  | 433  | 433  | 433  | 433  | 433  | 443  | 443  |

Note:1 Scissi dai Conservatori; 2 Scissi dai Liberali Nazionali; 3 Partito Radicale tedesco; 4 Partito Progressista tedesco.

## Abolizione
Il gabinetto prussiano rivoluzionario, costituito da Socialdemocratici e Socialdemocratici Indipendenti, abolì la Abgeordnetenhaus il 15 novembre 1918. Una protesta del suo vicepresidente Felix Porsch il 24 novembre 1918 fu l'ultimo segno della vita della Abgeordnetenhaus.

## Presidenti dellaAbgeordnetenhaus
| Periodo         | Nome                          |
| --------------- | ----------------------------- |
| 1849, 1862–1866 | Wilhelm Grabow                |
| 1866–1873       | Max von Forckenbeck           |
| 1873–1879       | Rudolf von Bennigsen          |
| 1879–1897       | Georg von Köller              |
| 1898–1911       | Jordan von Kröcher            |
| 1912            | Hermann von Erffa             |
| 1913–1918       | Hans Graf von Schwerin-Löwitz |